# Atletik under sommer-OL 2012 – 400 m mænd
Mændenes 400 meter fandt sted den 6. august 2012 på det Olympiske stadion i London.

## Resultater

### Runde 1

#### Heat 1
| Nr. | Navn                     | Nationalitet              | Reaktionstid | Resultat | Note | Kval. |
| --- | ------------------------ | ------------------------- | ------------ | -------- | ---- | ----- |
| 1   | Luguelín Santos          | Den Dominikanske Republik | 0.187        | 45.04    |      | Q     |
| 2   | Oscar Pistorius          | Sydafrika                 | 0.236        | 45.44    | SB   | Q     |
| 3   | Maksim Dyldin            | Rusland                   | 0.190        | 45.52    |      | Q     |
| 4   | Rusheen McDonald         | Jamaica                   | 0.243        | 46.67    |      |       |
| 5   | Vitaliy Butrym           | Ukraine                   | 0.165        | 47.62    |      |       |
| N/A | Ahmed Mohamed Al-Merjabi | Oman                      | N/A          | N/A      | DNS  |       |
| N/A | Renny Quow               | Trinidad og Tobago        | N/A          | N/A      | DNS  |       |

#### Heat 2
| Nr. | Navn                | Nationalitet                   | Reaktionstid | Resultat | Note | Kval. |
| --- | ------------------- | ------------------------------ | ------------ | -------- | ---- | ----- |
| 1   | Kirani James        | Grenada                        | 0.173        | 45.23    |      | Q     |
| 2   | Ramon Miller        | Bahamas                        | 0.160        | 45.57    |      | Q     |
| 3   | Liemarvin Bonevacia | Individuelle olympiske udøvere | 0.232        | 45.60    | PB   | Q     |
| 4   | Isaac Makwala       | Botswana                       | 0.211        | 45.67    |      |       |
| 5   | Deon Lendore        | Trinidad og Tobago             | 0.205        | 45.81    |      |       |
| 6   | Daundre Barnaby     | Canada                         | 0.171        | 46.04    |      |       |
| 7   | Bereket Desta       | Etiopien                       | 0.224        | 47.40    |      |       |
| 8   | Bahaa Al Farra      | Palæstina                      | 0.212        | 49.93    | SB   |       |

#### Heat 3
| Nr. | Navn                     | Nationalitet    | Reaktionstid | Resultat | Note | Kval. |
| --- | ------------------------ | --------------- | ------------ | -------- | ---- | ----- |
| 1   | Jonathan Borlée          | Belgien         | 0.179        | 44.43    | NR   | Q     |
| 2   | Pavel Maslák             | Tjekkiet        | 0.186        | 44.91    | NR   | Q     |
| 3   | Pavel Trenikhin          | Rusland         | 0.194        | 45.00    | PB   | Q     |
| 4   | Dane Hyatt               | Jamaica         | 0.261        | 45.14    |      | q     |
| 5   | Donald Sanford           | Israel          | 0.168        | 45.71    | SB   |       |
| 6   | Nelson Stone             | Papua Ny Guinea | 0.193        | 46.71    | SB   |       |
| 7   | Sergej Zaikov            | Kasakhstan      | 0.209        | 47.12    |      |       |
| 8   | Ak Hafiy Tajuddin Rositi | Brunei          | 0.188        | 48.67    | PB   |       |

#### Heat 4
| Nr. | Navn                 | Nationalitet          | Reaktionstid | Resultat | Note | Kval. |
| --- | -------------------- | --------------------- | ------------ | -------- | ---- | ----- |
| 1   | Demetrius Pinder     | Bahamas               | 0.151        | 44.92    |      | Q     |
| 2   | Bryshon Nellum       | USA                   | 0.191        | 45.29    |      | Q     |
| 3   | Yousef Ahmed Masrahi | Saudi-Arabien         | 0.147        | 45.43    | PB   | Q     |
| 4   | Tabarie Henry        | Amerikanske Jomfruøer | 0.176        | 45.43    |      | q     |
| 5   | Albert Bravo         | Venezuela             | 0.197        | 45.61    | PB   | q     |
| 6   | Jermaine Gonzales    | Jamaica               | 0.171        | 46.21    |      |       |
| 7   | Kristijan Efremov    | Makedonien            | 0.229        | 47.92    | PB   |       |
| 8   | Zaw Win Thet         | Myanmar               | 0.181        | 50.07    |      |       |

#### Heat 5
| Nr. | Navn            | Nationalitet   | Reaktionstid | Resultat | Note | Kval. |
| --- | --------------- | -------------- | ------------ | -------- | ---- | ----- |
| 1   | Chris Brown     | Bahamas        | 0.171        | 45.40    |      | Q     |
| 2   | Tony McQuay     | USA            | 0.155        | 45.48    |      | Q     |
| 3   | Nigel Levine    | Storbritannien | 0.148        | 45.58    |      | Q     |
| 4   | Yuzo Kanemaru   | Japan          | 0.156        | 46.01    |      |       |
| 5   | Jānis Leitis    | Letland        | 0.159        | 46.41    |      |       |
| 6   | Augusto Stanley | Paraguay       | 0.190        | 47.21    |      |       |

#### Heat 6
| Nr. | Navn              | Nationalitet       | Reaktionstid | Resultat | Note | Kval. |
| --- | ----------------- | ------------------ | ------------ | -------- | ---- | ----- |
| 1   | Steven Solomon    | Australien         | 0.145        | 45.18    | PB   | Q     |
| 2   | Lalonde Gordon    | Trinidad og Tobago | 0.178        | 45.43    |      | Q     |
| 3   | Conrad Williams   | Storbritannien     | 0.164        | 46.12    |      | Q     |
| 4   | Marcell Deák-Nagy | Ungarn             | 0.186        | 46.17    |      |       |
| 5   | Winston George    | Guyana             | 0.245        | 46.86    |      |       |
| 6   | Sajjad Hashemi    | Iran               | 0.171        | 47.75    |      |       |
| N/A | LaShawn Merritt   | USA                | 0.195        | N/A      | DNF  |       |

#### Heat 7
| Nr. | Navn               | Nationalitet   | Reaktionstid | Resultat | Note | Kval. |
| --- | ------------------ | -------------- | ------------ | -------- | ---- | ----- |
| 1   | Kevin Borlée       | Belgien        | 0.166        | 45.14    |      | Q     |
| 2   | Martyn Rooney      | Storbritannien | 0.186        | 45.36    |      | Q     |
| 3   | Rabah Yousif       | Sudan          | 0.203        | 45.46    |      | Q     |
| 4   | Nery Brenes        | Costa Rica     | 0.237        | 45.65    |      |       |
| 5   | Erison Hurtault    | Dominica       | 0.158        | 46.05    | SB   |       |
| 6   | Marcin Marciniszyn | Polen          | 0.180        | 46.35    |      |       |
| N/A | Mathieu Gnanligo   | Benin          | 0.168        | N/A      | DNF  |       |

### Semifinaler

#### Semifinale 1
| Nr. | Bane | Navn             | Nationalitet          | Reaktionstid | Resultat | Note | Kval. |
| --- | ---- | ---------------- | --------------------- | ------------ | -------- | ---- | ----- |
| 1   | 7    | Lalonde Gordon   | Trinidad og Tobago    | 0.168        | 44.58    | PB   | Q     |
| 2   | 5    | Demetrius Pinder | Bahamas               | 0.161        | 44.94    |      | Q     |
| 3   | 6    | Steven Solomon   | Australien            | 0.188        | 44.97    | PB   | q     |
| 4   | 9    | Rabah Yousif     | Sudan                 | 0.178        | 45.13    | =PB  |       |
| 5   | 4    | Pavel Maslák     | Tjekkiet              | 0.166        | 45.15    |      |       |
| 6   | 2    | Tabarie Henry    | Amerikanske Jomfruøer | 0.167        | 45.19    | SB   |       |
| 7   | 8    | Pavel Trenikhin  | Rusland               | 0.198        | 45.35    |      |       |
| 8   | 3    | Conrad Williams  | Storbritannien        | 0.153        | 45.53    |      |       |

#### Semifinale 2
| Nr. | Bane | Navn            | Nationalitet   | Reaktionstid | Resultat | Note | Kval. |
| --- | ---- | --------------- | -------------- | ------------ | -------- | ---- | ----- |
| 1   | 7    | Kirani James    | Grenada        | 0.170        | 44.59    | SB   | Q     |
| 2   | 6    | Chris Brown     | Bahamas        | 0.174        | 44.67    | SB   | Q     |
| 3   | 4    | Jonathan Borlée | Belgien        | 0.164        | 44.99    |      | q     |
| 4   | 9    | Tony McQuay     | USA            | 0.230        | 45.31    |      |       |
| 5   | 8    | Maksim Dyldin   | Rusland        | 0.168        | 45.39    |      |       |
| 6   | 3    | Nigel Levine    | Storbritannien | 0.146        | 45.64    |      |       |
| 7   | 2    | Albert Bravo    | Venezuela      | 0.185        | 46.22    |      |       |
| 8   | 5    | Oscar Pistorius | Sydafrika      | 0.254        | 46.54    |      |       |

#### Semifinale 3
| Nr. | Bane | Navn                 | Nationalitet                   | Reaktionstid | Resultat | Note | Kval. |
| --- | ---- | -------------------- | ------------------------------ | ------------ | -------- | ---- | ----- |
| 1   | 5    | Luguelín Santos      | Den Dominikanske Republik      | 0.155        | 44.78    |      | Q     |
| 2   | 4    | Kevin Borlée         | Belgien                        | 0.147        | 44.84    |      | Q     |
| 3   | 6    | Bryshon Nellum       | USA                            | 0.173        | 45.02    |      |       |
| 4   | 8    | Ramon Miller         | Bahamas                        | 0.190        | 45.11    |      |       |
| 5   | 7    | Martyn Rooney        | Storbritannien                 | 0.186        | 45.31    |      |       |
| 6   | 2    | Dane Hyatt           | Jamaica                        | 0.159        | 45.59    |      |       |
| 7   | 9    | Yousef Ahmed Masrahi | Saudi-Arabien                  | 0.146        | 45.91    |      |       |
| 8   | 3    | Liemarvin Bonevacia  | Individuelle olympiske udøvere | 0.153        | 1:36.42  |      |       |

## Finale
| Placering | Bane | Navn             | Nationalitet              | Reaktionstid | Resultat | Note |
| --------- | ---- | ---------------- | ------------------------- | ------------ | -------- | ---- |
| Guld      | 5    | Kirani James     | Grenada                   | 0.163        | 43.94    | NR   |
| Sølv      | 7    | Luguelín Santos  | Den Dominikanske Republik | 0.185        | 44.46    |      |
| Bronze    | 4    | Lalonde Gordon   | Trinidad og Tobago        | 0.159        | 44.52    | PB   |
| 4         | 6    | Chris Brown      | Bahamas                   | 0.166        | 44.79    |      |
| 5         | 9    | Kevin Borlée     | Belgien                   | 0.151        | 44.81    |      |
| 6         | 2    | Jonathan Borlée  | Belgien                   | 0.173        | 44.83    |      |
| 7         | 8    | Demetrius Pinder | Bahamas                   | 0.153        | 44.98    |      |
| 8         | 3    | Steven Solomon   | Australien                | 0.143        | 45.14    |      |